# کندی گاس
کندی گاس (انگلیسی: Kennedy Goss؛ زادهٔ ۱۹ اوت ۱۹۹۶) شناگر زن اهل کانادا است.
وی در مسابقات کشوری و بین‌المللی در مجموع برندهٔ ۱ مدال طلا، ۱ مدال برنز شده‌است.